# 2004年の日本シリーズ
2004年の日本シリーズ（2004ねんのにっぽんシリーズ、2004ねんのにほんシリーズ）は、2004年（平成16年）10月16日から10月25日まで行われたセ・リーグ優勝チームの中日ドラゴンズと、パ・リーグ優勝チームの西武ライオンズによる55回目のプロ野球日本選手権シリーズである。

## 概要
西武ライオンズはパシフィック・リーグでレギュラーシーズン2位ながら、この年より導入されたプレーオフを制してリーグ優勝チームとなり日本シリーズ出場を決めた。中日と西武の対戦は西鉄時代を含めて過去3度の対戦で西武が2勝1敗。中日の落合博満、西武の伊東勤の共に新人監督同士の対決となり、西武が4勝3敗で12年ぶりの日本一を達成した。レギュラーシーズンの勝率1位チーム以外が日本一となるのは、1982年パシフィック・リーグ前期優勝ながら年間勝率2位でプレーオフ勝利の後同年の日本シリーズで同じく中日を破った西武以来22年ぶり4回目であった。伊東は史上7人目となる監督初年度での日本一を達成した。
レギュラーシーズンではわずか1勝に終わった石井貴が今シリーズで2勝をあげ、MVPを受賞した。日本シリーズでの勝利数がレギュラーシーズンの勝利数を上回ったのは1999年の吉田修司に次いで2度目であった。
なおこの日本シリーズ開催中の10月23日に新潟県中越地震が発生したが、翌10月24日の第6戦では試合前の黙祷などは行われず、試合前にナゴヤドームのオーロラビジョンに日本野球機構（NPB)・中日ドラゴンズ・西武ライオンズ名義で「新潟県中越地震で被災された皆様にお見舞い申し上げます」と掲示されたに留められた。また、日本シリーズ勝者の西武はビールかけを自粛せず予定通り実施した。なお、中日の選手会は24日、被災地に寄付金100万円を贈ると発表した。井端弘和選手会長（当時）は「できる限りのことはしたかった。新潟にも中日ファンはいると思うので、あとはいいゲームを見せたい」と話した。

## 試合結果
| 日付                                   | 試合   | ビジター球団（先攻）   | スコア                 | ホーム球団（後攻）     | 開催球場     |
| -------------------------------------- | ------ | ---------------------- | ---------------------- | ---------------------- | ------------ |
| 10月16日（土）                         | 第1戦  | 西武ライオンズ         | 2 - 0                  | 中日ドラゴンズ         | ナゴヤドーム |
| 10月17日（日）                         | 第2戦  | 西武ライオンズ         | 6 - 11                 | 中日ドラゴンズ         | ナゴヤドーム |
| 10月18日（月）                         | 移動日 | 移動日                 | 移動日                 | 移動日                 | 移動日       |
| 10月19日（火）                         | 第3戦  | 中日ドラゴンズ         | 8 - 10                 | 西武ライオンズ         | 西武ドーム   |
| 10月20日（水）                         | 第4戦  | 台風23号接近により中止 | 台風23号接近により中止 | 台風23号接近により中止 | 西武ドーム   |
| 10月21日（木）                         | 第4戦  | 中日ドラゴンズ         | 8 - 2                  | 西武ライオンズ         | 西武ドーム   |
| 10月22日（金）                         | 第5戦  | 中日ドラゴンズ         | 6 - 1                  | 西武ライオンズ         | 西武ドーム   |
| 10月23日（土）                         | 移動日 | 移動日                 | 移動日                 | 移動日                 | 移動日       |
| 10月24日（日）                         | 第6戦  | 西武ライオンズ         | 4 - 2                  | 中日ドラゴンズ         | ナゴヤドーム |
| 10月25日（月）                         | 第7戦  | 西武ライオンズ         | 7 - 2                  | 中日ドラゴンズ         | ナゴヤドーム |
| 優勝：西武ライオンズ（12年ぶり12回目） |        |                        |                        |                        |              |

試合開始時刻は全て日本時間。　○は勝利投手、●は敗戦投手、Sはセーブ投手を表す。

### 第1戦
- ●中日 0－2 西武○（ナゴヤドーム）

|      | 1 | 2 | 3 | 4 | 5 | 6 | 7 | 8 | 9 | R | H | E |
| ---- | - | - | - | - | - | - | - | - | - | - | - | - |
| 西武 | 0 | 0 | 0 | 1 | 1 | 0 | 0 | 0 | 0 | 2 | 7 | 1 |
| 中日 | 0 | 0 | 0 | 0 | 0 | 0 | 0 | 0 | 0 | 0 | 2 | 2 |

1. （中日0勝1敗）
2. 勝利：石井貴（1勝）
3. セーブ：豊田（1S）
4. 敗戦：川上（1敗）
5. 本塁打
西：和田1号（4回1点・川上）
6. 開始：18時20分　有料入場者：37,909人　時間：3時間50分
  - 審判 球審＝橘高（セ） 塁審＝中村稔（パ）、杉永（セ）、栄村（パ） 外審＝友寄（セ）、山本隆（パ）

- オーダー

| 西武 | 西武 | 西武     |
| 打順 | 守備 | 選手     |
| ---- | ---- | -------- |
| 1    | [右] | 佐藤     |
| 2    | [中] | 赤田     |
| 3    | [三] | ﾌｪﾙﾅﾝﾃﾞｽ |
| 4    | [一] | カブレラ |
| 5    | [左] | 和田     |
| 6    | [遊] | 中島     |
| 7    | [捕] | 野田     |
| 8    | [二] | 高木浩   |
| 9    | [投] | 石井貴   |
|      | 投   | 小野寺   |
|      | 打   | 平尾     |
|      | 投   | 豊田     |

| 中日 | 中日 | 中日       |
| 打順 | 守備 | 選手       |
| ---- | ---- | ---------- |
| 1    | [二] | 荒木       |
| 2    | [遊] | 井端       |
| 3    | [三] | 立浪       |
| 4    | [中] | アレックス |
| 5    | [一] | リナレス   |
| 6    | [左] | 渡邉       |
|      | 投   | 岩瀬       |
| 7    | [捕] | 谷繁       |
| 8    | [右] | 英智       |
|      | 打右 | 森         |
| 9    | [投] | 川上       |
|      | 投   | 岡本       |
|      | 打左 | 森野       |

- 投手
  - 西：○石井貴（7回）- 小野寺（1回）- S豊田（1回）
  - 中：●川上（7回）- 岡本（1回）- 岩瀬（1回）
- 試合経過

先発投手は中日はシーズン最多勝のエース川上憲伸、西武はシーズン1勝のベテラン石井貴。4回、中日は和田一浩に左翼に本塁打を浴び先制されると、5回には二死までは簡単に打ち取るものの、佐藤、赤田に連打を浴び、一、三塁のピンチでフェルナンデスの当たりは右飛。これで3アウトチェンジと思われた飛球を右翼手の英智が落球。セ・リーグ最少の45失策と堅守を誇る守備陣にミスが出て2-0とされる。5回裏、中日の攻撃で谷繁の捕ゴロからの併殺プレーについて、中日の監督の落合が「打者走者に対するタッチによってアウトがコールされたため、二塁はタッチプレーになり、アウトではない」と主張し、判定が覆った。しかし西武の監督の伊東がこれに対して異議を唱え、49分の中断となった。再開後も流れが変わることはなかった。その後は西武が石井貴、小野寺力、豊田清の継投で中日に完封勝利。西武は1998年の第5戦から続いていた日本シリーズの連敗も6でストップした。また、2000年の第6戦以来続いていた、「パ・リーグチームのセ・リーグ本拠地での連敗」が9でストップした。中日はエースの川上の好投を何れも失点には繋がらなかったものの、英智が初回にもクッション処理を誤ったり、9回に中島の遊ゴロをシーズンで4失策止まりだった井端が失策を犯したりといった守備のミスや2安打しか打てなかった打線の沈黙で見殺しにし、この年のペナントレースでは全試合で得点を挙げていたナゴヤドームで完封負けを喫した。
公式記録関係（NPB.jp 日本野球機構）

### 第2戦
- ○中日 11－6 西武●（ナゴヤドーム）

|      | 1 | 2 | 3 | 4 | 5 | 6 | 7 | 8 | 9 | R  | H  | E |
| ---- | - | - | - | - | - | - | - | - | - | -- | -- | - |
| 西武 | 2 | 0 | 0 | 0 | 3 | 0 | 1 | 0 | 0 | 6  | 11 | 1 |
| 中日 | 0 | 0 | 3 | 0 | 0 | 0 | 5 | 3 | X | 11 | 14 | 0 |

1. （中日1勝1敗）
2. 勝利：バルデス（1勝）
3. 敗戦：松坂大（1敗）
4. 本塁打
西：フェルナンデス1号（1回2点・山本昌）、和田2号（7回1点・バルデス）
中：立浪1号（7回3点・松坂大）
5. 開始：18時23分　有料入場者：37,969人　時間：3時間51分
  - 審判 球審＝山本隆（パ） 塁審＝友寄（セ）、中村稔（パ）、杉永（セ） 外審＝東（パ）、佐々木（セ）

- オーダー

| 西武 | 西武 | 西武     |
| 打順 | 守備 | 選手     |
| ---- | ---- | -------- |
| 1    | [右] | 佐藤     |
| 2    | [中] | 赤田     |
| 3    | [三] | ﾌｪﾙﾅﾝﾃﾞｽ |
| 4    | [一] | カブレラ |
| 5    | [左] | 和田     |
| 6    | [遊] | 中島     |
| 7    | [捕] | 野田     |
|      | 打   | 小関     |
|      | 捕   | 細川     |
| 8    | [二] | 高木浩   |
| 9    | [投] | 松坂大   |
|      | 投   | 星野     |
|      | 打   | 石井義   |
|      | 投   | 森       |

| 中日 | 中日   | 中日       |
| 打順 | 守備   | 選手       |
| ---- | ------ | ---------- |
| 1    | [二]   | 荒木       |
| 2    | [遊]   | 井端       |
| 3    | [三]   | 立浪       |
|      | 投     | 岩瀬       |
| 4    | [中]   | アレックス |
| 5    | [一]   | 森野       |
|      | 走右   | 英智       |
| 6    | [捕]   | 谷繁       |
| 7    | [左]   | 井上       |
|      | 打     | 高橋光     |
|      | 走     | 土谷       |
|      | 一     | 渡邉       |
| 8    | [右]左 | 森         |
| 9    | [投]   | 山本昌     |
|      | 投     | 落合       |
|      | 投     | 平井       |
|      | 投     | バルデス   |
|      | 打     | 大西       |
|      | 投     | 岡本       |
|      | 三     | 川相       |

- 投手
  - 西：●松坂大（6回1/3）- 星野（0回2/3）- 森（1回）
  - 中：山本昌（4回1/3）- 落合（0回2/3）- 平井（1回）- ○バルデス（1回）- 岡本（1回）- 岩瀬（1回）
- 試合経過

1回、西武フェルナンデスが中日先発の山本昌から2点本塁打を放ち、先制点を挙げるが、3回、西武の先発の松坂大輔が制球難から調子を乱し、中日はアレックスの適時打と谷繁の満塁からの押し出し四球で逆転し、3-2。5回、西武が佐藤友亮、赤田将吾、和田の3選手の適時打で再び3-5と逆転。7回表には和田の2試合連続本塁打で3点差とする。7回裏、中日は先頭打者の大西崇之が一塁内野安打で出塁すると立浪和義の右越同点3点本塁打や谷繁の二塁打などで5点を取り、逆転。8回、英智と谷繁の2本の適時打で11-6とし、最後はストッパーの岩瀬仁紀が抑え、中日が勝利。対戦成績を1勝1敗とした。中日は1999年の日本シリーズ第3戦から続いていた連敗を4で止め、日本シリーズでナゴヤドーム初勝利を挙げた。西武は松坂が7回に崩れたのが誤算だった。
公式記録関係（NPB.jp 日本野球機構）

### 第3戦
- ○西武 10－8 中日●（西武ドーム）

|      | 1 | 2 | 3 | 4 | 5 | 6 | 7 | 8 | 9 | R  | H  | E |
| ---- | - | - | - | - | - | - | - | - | - | -- | -- | - |
| 中日 | 0 | 0 | 0 | 0 | 0 | 5 | 1 | 2 | 0 | 8  | 11 | 0 |
| 西武 | 0 | 0 | 0 | 3 | 1 | 0 | 6 | 0 | X | 10 | 9  | 2 |

1. （西武2勝1敗）
2. 勝利：大沼（1勝）
3. セーブ：豊田（2S）
4. 敗戦：岡本（1敗）
5. 本塁打
中：谷繁1号（6回4点・長田）、リナレス1号（8回1点・大沼）
西：カブレラ1号（4回2点・ドミンゴ） 2号（7回4点・岡本）、中島1号（5回1点・ドミンゴ）
6. 開始：18時22分　有料入場者：23,910人　時間：4時間
  - 審判 球審＝佐々木（セ） 塁審＝東（パ）、友寄（セ）、中村稔（パ） 外審＝橘高（セ）、栄村（パ）

- 始球式はトム・クルーズ（映画『コラテラル』のPRのために来日。なお、日本国外の著名人が日本シリーズの始球式を務めたのは、1989年・巨人-近鉄第3戦でのロナルド・レーガン元アメリカ合衆国大統領以来。）
- オーダー

| 中日 | 中日 | 中日       |
| 打順 | 守備 | 選手       |
| ---- | ---- | ---------- |
| 1    | [二] | 荒木       |
| 2    | [遊] | 井端       |
| 3    | [三] | 立浪       |
| 4    | [中] | アレックス |
| 5    | [指] | 高橋光     |
| 6    | [捕] | 谷繁       |
| 7    | [一] | リナレス   |
| 8    | [左] | 森         |
|      | 打左 | 森野       |
| 9    | [右] | 英智       |
|      | 打右 | 井上       |

| 西武 | 西武 | 西武     |
| 打順 | 守備 | 選手     |
| ---- | ---- | -------- |
| 1    | [右] | 佐藤     |
| 2    | [中] | 赤田     |
| 3    | [三] | ﾌｪﾙﾅﾝﾃﾞｽ |
| 4    | [一] | カブレラ |
| 5    | [左] | 和田     |
| 6    | [指] | 貝塚     |
|      | 打指 | 小関     |
| 7    | [遊] | 中島     |
| 8    | [捕] | 野田     |
|      | 打   | 石井義   |
|      | 捕   | 細川     |
| 9    | [二] | 高木浩   |

- 投手
  - 中：ドミンゴ（5回）- ●岡本（1回2/3）- 遠藤（0回1/3）- 朝倉（1回）
  - 西：帆足（5回1/3）- 長田（0回2/3） - 星野（0回）- ○大沼（1回）- 小野寺（1回） - S豊田（1回）
- 試合経過

西武の本拠地での初戦となる第3戦は、4回裏に西武が中日の先発のドミンゴからフェルナンデスの左前適時打とカブレラの2点本塁打で3点を先制、5回裏に中島裕之の右越ソロ本塁打で4-0とした。6回表に中日は西武の先発の帆足和幸からアレックスの中前適時打で1点を返し、代わった長田秀一郎から谷繁が左越満塁本塁打を打ち4-5と逆転。7回表にアレックスの中前適時打で1点を追加し4-6とする。7回裏、西武は一死二塁の好機で代打に石井義を送る。ここで一度はコーチ陣が集まったものの、中日は岡本の続投を決断。その後四死球で一死満塁と好機を拡大させた西武が佐藤の2点適時二塁打で同点に追いつく。さらに、二死満塁からカブレラの場外への満塁本塁打返しで10-6と再逆転した。中日は8回表にリナレスの本塁打などで2点差とするが、最後は豊田が抑え、10-8で西武が勝利。対戦成績を2勝1敗とした。中日は2番手で登板した岡本の続投が仇となった。
公式記録関係（NPB.jp 日本野球機構）

### 第4戦
当初第4戦は10月20日に実施されることとなっていたが、台風23号が列島縦断をしていることなどを考慮してドーム球場を舞台にした日本シリーズとしては初の中止・順延となった。
- ●西武 2－8 中日○（西武ドーム）

|      | 1 | 2 | 3 | 4 | 5 | 6 | 7 | 8 | 9 | R | H  | E |
| ---- | - | - | - | - | - | - | - | - | - | - | -- | - |
| 中日 | 0 | 1 | 0 | 4 | 2 | 1 | 0 | 0 | 0 | 8 | 11 | 2 |
| 西武 | 0 | 0 | 0 | 0 | 0 | 0 | 1 | 1 | 0 | 2 | 11 | 0 |

1. （西武2勝2敗）
2. 勝利：山井（1勝）
3. 敗戦：張（1敗）
4. 本塁打
中：リナレス2号（2回1点・張）、アレックス1号（4回1点・張）、井上1号（4回3点・張）
西：中島2号（8回1点・平井）
5. 開始：18時21分　有料入場者：29,073人　時間：4時間06分
  - 審判 球審＝栄村（パ） 塁審＝橘高（セ）、東（パ）、友寄（セ） 外審＝山本（パ）、杉永（セ）

- オーダー

| 中日 | 中日   | 中日       |
| 打順 | 守備   | 選手       |
| ---- | ------ | ---------- |
| 1    | [二]   | 荒木       |
| 2    | [遊]   | 井端       |
| 3    | [三]   | 立浪       |
|      | 走     | 土谷       |
|      | 一     | 渡邉       |
| 4    | [中]   | アレックス |
| 5    | [一]   | リナレス   |
|      | 三     | 川相       |
| 6    | [捕]   | 谷繁       |
| 7    | [指]   | 高橋光     |
| 8    | [右]左 | 井上       |
| 9    | [左]   | 大西       |
|      | 走右   | 英智       |

| 西武 | 西武   | 西武     |
| 打順 | 守備   | 選手     |
| ---- | ------ | -------- |
| 1    | [右]中 | 佐藤     |
| 2    | [中]   | 赤田     |
|      | 打右   | 小関     |
| 3    | [三]   | ﾌｪﾙﾅﾝﾃﾞｽ |
| 4    | [一]   | カブレラ |
| 5    | [左]   | 和田     |
| 6    | [指]   | 平尾     |
| 7    | [遊]   | 中島     |
| 8    | [捕]   | 野田     |
|      | 打     | 石井義   |
|      | 捕     | 細川     |
| 9    | [二]   | 高木浩   |

- 投手
  - 中：○山井（6回）- 落合（1回）- 平井（0回2/3）- 岩瀬（1回1/3）
  - 西：●張（3回1/3）- 大沼（1回2/3） - 三井（2回）- 岡本（2回）
- 試合経過

中日は2回表に西武の先発の張誌家からリナレスの本塁打で先制、4回表にはアレックスのソロ本塁打、井上の右越3点本塁打、5回表の谷繁の適時打などで8-0とする。西武は7回裏、フェルナンデスの適時打と8回裏に中島の本塁打で2点を返すものの、中日が8対2で勝ち、対戦成績を2勝2敗とした。一方西武は先発の張が誤算だった。
公式記録関係（NPB.jp 日本野球機構）

### 第5戦
- ●西武 1－6 中日○（西武ドーム）

|      | 1 | 2 | 3 | 4 | 5 | 6 | 7 | 8 | 9 | R | H | E |
| ---- | - | - | - | - | - | - | - | - | - | - | - | - |
| 中日 | 0 | 0 | 1 | 2 | 0 | 0 | 0 | 0 | 3 | 6 | 6 | 0 |
| 西武 | 0 | 0 | 0 | 0 | 0 | 1 | 0 | 0 | 0 | 1 | 6 | 1 |

1. （西武2勝3敗）
2. 勝利：川上（1勝1敗）
3. 敗戦：西口（1敗）
4. 本塁打
中：立浪2号（9回2点・小野寺）、アレックス2号（9回1点・小野寺）
5. 開始：18時21分　有料入場者：31,526人　時間：3時間29分
  - 審判 球審＝杉永（セ） 塁審＝山本（パ）、橘高（セ）、東（パ） 外審＝佐々木（セ）、中村稔（パ）

- オーダー

| 中日 | 中日   | 中日       |
| 打順 | 守備   | 選手       |
| ---- | ------ | ---------- |
| 1    | [二]   | 荒木       |
| 2    | [遊]   | 井端       |
| 3    | [三]   | 立浪       |
|      | 一     | 渡邉       |
| 4    | [中]   | アレックス |
| 5    | [一]   | リナレス   |
|      | 三     | 川相       |
| 6    | [捕]   | 谷繁       |
| 7    | [右]左 | 井上       |
| 8    | [左]   | 大西       |
|      | 右     | 英智       |
| 9    | [指]   | 森野       |
|      | 走指   | 土谷       |
|      | 打指   | 高橋光     |

| 西武 | 西武   | 西武     |
| 打順 | 守備   | 選手     |
| ---- | ------ | -------- |
| 1    | [右]中 | 佐藤     |
| 2    | [中]   | 赤田     |
|      | 打右   | 小関     |
|      | 打     | 犬伏     |
| 3    | [三]   | ﾌｪﾙﾅﾝﾃﾞｽ |
| 4    | [一]   | カブレラ |
| 5    | [左]   | 和田     |
| 6    | [指]   | 平尾     |
| 7    | [遊]   | 中島     |
| 8    | [捕]   | 細川     |
|      | 打     | 貝塚     |
|      | 捕     | 野田     |
| 9    | [二]   | 高木浩   |

- 投手
  - 中：○川上（8回）- 岩瀬（1回）
  - 西：●西口（6回2/3）- 長田（1回1/3） - 小野寺（1回）
- 試合経過

先発は西武がシーズン10勝ながら、プレーオフは怪我の影響で登板機会がなかった西口文也。対する中日は川上。中日は3回表にアライバコンビが活躍し、1番荒木雅博の三塁打、続く2番井端弘和の内野選択の間に1点を先制。4回表には井上の2点適時打、更に9回表に立浪の2ラン本塁打、アレックスのソロ本塁打と2者連続本塁打でリードを広げた。一方の西武打線は5回まで川上に無安打に抑えられ、6回裏の小関竜也の適時打で1点を返すが。最後は岩瀬が締め、中日が6対1で勝ち、3勝2敗とした。西武は打線に元気がなく、崖っぷちに追い込まれた。
公式記録関係（NPB.jp 日本野球機構）

### 第6戦
- ●中日 2－4 西武○（ナゴヤドーム）

|      | 1 | 2 | 3 | 4 | 5 | 6 | 7 | 8 | 9 | R | H  | E |
| ---- | - | - | - | - | - | - | - | - | - | - | -- | - |
| 西武 | 1 | 0 | 0 | 0 | 0 | 2 | 0 | 1 | 0 | 4 | 11 | 0 |
| 中日 | 0 | 1 | 0 | 1 | 0 | 0 | 0 | 0 | 0 | 2 | 7  | 0 |

1. （中日3勝3敗）
2. 勝利：松坂大（1勝1敗）
3. セーブ：豊田（3S）
4. 敗戦：山本昌（1敗）
5. 本塁打
西：和田3号（6回2点・山本昌） 4号（8回1点・落合）
6. 開始：18時23分　有料入場者：38,120人　時間：4時間
  - 審判 球審＝中村稔（パ） 塁審＝佐々木（セ）、山本隆（パ）、橘高（セ） 外審＝栄村（パ）、友寄（セ）

- オーダー

| 西武 | 西武 | 西武     |
| 打順 | 守備 | 選手     |
| ---- | ---- | -------- |
| 1    | [右] | 佐藤     |
|      | 右   | 高波     |
| 2    | [中] | 赤田     |
| 3    | [三] | ﾌｪﾙﾅﾝﾃﾞｽ |
| 4    | [一] | カブレラ |
| 5    | [左] | 和田     |
| 6    | [二] | 平尾     |
| 7    | [遊] | 中島     |
| 8    | [捕] | 細川     |
| 9    | [投] | 松坂大   |
|      | 打   | 小関     |
|      | 投   | 豊田     |

| 中日 | 中日 | 中日       |
| 打順 | 守備 | 選手       |
| ---- | ---- | ---------- |
| 1    | [二] | 荒木       |
| 2    | [遊] | 井端       |
| 3    | [三] | 立浪       |
| 4    | [中] | アレックス |
| 5    | [一] | リナレス   |
|      | 走   | 土谷       |
|      | 投   | 朝倉       |
| 6    | [捕] | 谷繁       |
| 7    | [左] | 井上       |
| 8    | [右] | 森         |
|      | 打   | 大西       |
|      | 投   | 落合       |
|      | 一   | 渡邉       |
| 9    | [投] | 山本昌     |
|      | 投   | 岡本       |
|      | 投   | バルデス   |
|      | 打   | 森野       |
|      | 右   | 英智       |

- 投手
  - 西：○松坂大（8回）- S豊田（1回）
  - 中：●山本昌（5回）- 岡本（1回）- バルデス（1回）- 落合（1回）- 朝倉（1回）
- 試合経過

先発投手は両チームとも第2戦と同じ山本昌と松坂大輔。1回表、後のない西武は佐藤がセンター前ヒットで出塁し、赤田がバントで送るとフェルナンデスは三振に倒れるもカブレラの適時打で1点を先制。中日は2回裏に一死からリナレスが四球で出塁、谷繁がヒットで繋ぎスタートを切ったリナレスが三塁に進み、一、三塁とすると井上の三塁内野安打で同点に追いつく。4回裏にまたもリナレスと谷繁が出塁し、2回裏と同様、一、三塁とすると同じく井上が中前適時打を放ち、2-1と逆転。一気呵成に山本昌が犠打で井上を二塁に進めるが荒木が二飛、中日の1点リードにとどまった。そして中日は4回裏に追加点を奪えなかったツケがまだ日本シリーズで勝利投手になったことのない山本昌が6回表にカブレラのライトへの二塁打の後に10球粘られた末、和田に2点本塁打を浴び、3-2と逆転される形で回った。8回表にも落合が和田にソロ本塁打を浴び、4対2と試合を決定づけられた。西武は松坂から豊田のリレーで逃げ切り、4-2で勝ち、シリーズ成績を3勝3敗のタイにした。松坂はこれまで「大舞台に弱い」と言われ続けていたがプロ6年目で遂に日本シリーズ初勝利を挙げ第2戦でKOされたリベンジを果たした。中日は山本昌が第2戦に続き、粘ることができずに先に降板、またしても白星を挙げられず西武に逆王手をかけられ、前年に続き、第7戦まで縺れることとなった。
公式記録関係（NPB.jp 日本野球機構）

### 第7戦
- ●中日 2－7 西武○（ナゴヤドーム）

|      | 1 | 2 | 3 | 4 | 5 | 6 | 7 | 8 | 9 | R | H  | E |
| ---- | - | - | - | - | - | - | - | - | - | - | -- | - |
| 西武 | 0 | 0 | 5 | 0 | 0 | 1 | 1 | 0 | 0 | 7 | 13 | 0 |
| 中日 | 0 | 0 | 0 | 0 | 0 | 0 | 0 | 0 | 2 | 2 | 7  | 2 |

1. （中日3勝4敗）
2. 勝利：石井貴（2勝）
3. 敗戦：ドミンゴ（1敗）
4. 本塁打
西：カブレラ3号（3回2点・山井）、平尾1号（7回1点・平井）
5. 開始：18時22分　有料入場者：38,050人　時間：3時間37分
  - 審判 球審＝友寄（セ） 塁審＝栄村（パ）、佐々木（セ）、山本隆（パ） 外審＝杉永（セ）、東（パ）

- オーダー

| 西武 | 西武 | 西武     |
| 打順 | 守備 | 選手     |
| ---- | ---- | -------- |
| 1    | [右] | 佐藤     |
|      | 右   | 小関     |
| 2    | [中] | 赤田     |
| 3    | [三] | ﾌｪﾙﾅﾝﾃﾞｽ |
| 4    | [一] | カブレラ |
| 5    | [左] | 和田     |
| 6    | [二] | 平尾     |
|      | 二   | 高木浩   |
| 7    | [遊] | 中島     |
| 8    | [捕] | 細川     |
| 9    | [投] | 石井貴   |
|      | 打   | 石井義   |
|      | 打   | 犬伏     |
|      | 投   | 長田     |
|      | 投   | 松坂大   |
|      | 投   | 豊田     |

| 中日 | 中日 | 中日       |
| 打順 | 守備 | 選手       |
| ---- | ---- | ---------- |
| 1    | [二] | 荒木       |
| 2    | [遊] | 井端       |
| 3    | [三] | 立浪       |
| 4    | [中] | アレックス |
| 5    | [一] | リナレス   |
|      | 走   | 土谷       |
| 6    | [捕] | 谷繁       |
| 7    | [左] | 井上       |
| 8    | [右] | 英智       |
|      | 打右 | 森         |
| 9    | [投] | ドミンゴ   |
|      | 投   | 山井       |
|      | 打   | 大西       |
|      | 投   | 岡本       |
|      | 打   | 森野       |
|      | 投   | 平井       |
|      | 投   | 高橋聡     |
|      | 打   | 高橋光     |
|      | 投   | 岩瀬       |
|      | 打   | 渡邉       |

- 投手
  - 西：○石井貴（6回）- 長田（1回）- 松坂大（1回）- 豊田（1回）
  - 中：●ドミンゴ（2回2/3）- 山井（0回1/3）- 岡本（2回）- 平井（1回2/3）- 高橋聡（1回1/3）- 岩瀬（1回）
- 試合経過

西武は3回表、中島がライト前ヒットで出塁すると、石井貴の打席で3球目に中日の先発・ドミンゴがボークをとられ（シーズン4ボーク）、三塁に進塁。二死三塁から佐藤の内野安打（ドミンゴのグラブに当たり打球が変化）で先制点を挙げ、フェルナンデスが中前適時打を放ち、2点目。フェルナンデスが一、二塁間に挟まれるも井端の送球をフェルナンデスに当ててしまい、この間に赤田が生還し、3点目。その後カブレラがドミンゴから代わった山井の代わり端を捉え2ラン本塁打を放ち、5対0とする。西武は6.7回にフェルナンデスの適時打、平尾博嗣の右翼への本塁打で7-0とし、8回には前日先発の松坂が連投で登板し、無失点に抑えた。中日は9回に登板したクローザー豊田から2点を挙げるも、反撃にはほど遠く、試合は7-2で西武が勝利した。
西武は1992年以来12年ぶりの日本一を達成した。中日はケガの福留孝介を欠いた打線で先に日本一に王手をかけたものの、ペナントレースから打線の小粒さを補っていた12球団トップの投手陣が崩れ、第7戦の2回裏にセカンドランナーのリナレスが飛び出して牽制タッチアウトになりリーグ初となる同一チームから6人のゴールデン・グラブ賞を輩出した堅い守備に加え、走塁でもミスを犯すなど本領を発揮できないまま敗退し、50年ぶりの日本一を逃した。
公式記録関係（NPB.jp 日本野球機構）

## 表彰
- 最優秀選手賞：石井貴（西武） - 第1戦と第7戦に先発し、合計13回を無失点に抑えて勝利投手になる活躍。
- 敢闘選手賞：井上一樹（中日） - 8打点を叩き出す活躍。
- 優秀選手賞：アレックス・カブレラ（西武） - 第3戦の逆転満塁本塁打など計3本塁打の活躍。
- 優秀選手賞：和田一浩（西武） - 今シリーズ最多の4本塁打の活躍。
- 優秀選手賞：谷繁元信（中日） - 第3戦の満塁本塁打など随所での活躍。

## テレビ・ラジオ中継

### テレビ中継
- 第1戦：10月16日（土）
  - 中部日本放送（CBC）≪TBS系列 制作・CBC、制作協力・TBS〈当時は放送免許事業者〉、TBSテレビ〈当時は番組制作子会社〉、毎日放送、中国放送≫（※BS-iでも放送[20]）

実況：塩見啓一[20]（途中で[21]血圧上昇によりダウンし[22]、7回表から久野誠に交代[22][23]） 解説：田淵幸一[20]（TBS）、小松辰雄[20]リポーター：角上清司（中日担当）、戸崎貴広（TBS。西武担当） ゲスト解説：矢野輝弘[20]（阪神）
- 第2戦：10月17日（日）
  - 東海テレビ（THK）≪フジテレビ系列 制作・東海テレビ、フジテレビ（CX）≫

実況：森脇淳 解説：谷沢健一、斎藤雅樹（CX） リポーター：金村義明（CX） ゲスト解説：小宮山悟（ロッテ）、宮本慎也（ヤクルト）
  - NHK衛星第1・NHK-BSハイビジョン

実況：石川洋 解説：小早川毅彦
- 第3戦：10月19日（火）
  - テレビ朝日≪テレビ朝日系列 制作・テレビ朝日≫

実況：中山貴雄 解説：仰木彬（ABC、翌年からオリックス監督）、東尾修、栗山英樹 ネット裏球種解説：西村龍次（KBC）、村田真一 グラウンド解説:大塚光二

- 第4戦：10月21日（木）
  - テレビ朝日≪テレビ朝日系列 制作・テレビ朝日≫

実況：中山貴雄 解説：仰木彬、東尾修、栗山英樹
- 第5戦：10月22日（金）
  - TBS≪TBS系列 制作・TBS[24]、制作協力・中部日本放送、毎日放送≫（※BS-iでも放送[20]）

実況：松下賢次[20][24] 解説：衣笠祥雄[20][24]、牛島和彦[20][24] リポーター：林正浩[20]（西武担当[24]）、高田寛之（CBC。中日担当[24]）
- 第6戦：10月24日（日）
  - 東海テレビ≪フジテレビ系列 制作・東海テレビ、フジテレビ≫（※BSフジでも放送）

実況：斉藤誠征 解説：平松政次（CX）、大矢明彦（CX） リポーター：大久保博元（CX）
ゲスト解説：金本知憲（阪神）、岩隈久志（近鉄)
- 第7戦：10月25日（月）
  - 中部日本放送≪TBS系列 制作・CBC、制作協力・TBSテレビ、毎日放送、中国放送≫

実況：水分貴雅 解説：牛島和彦（TBS）、彦野利勝
  - NHK衛星第1・NHK-BSハイビジョン

実況：工藤三郎　 解説：武田一浩

※関東地区での視聴率は（ビデオリサーチ調べ）、第1戦（TBS系）は17.1%。 第2戦（フジテレビ系）は16.3%。第3戦（テレビ朝日系）は14.2%。第4戦（テレビ朝日系）は13.0%。第5戦（TBS系）は14.2%。第6戦（フジテレビ系）は20.0%。第7戦（TBS系）は16.9%だった。
※前年12月に地上デジタル放送が三大都市圏で開始されたことで、この年より地上デジタル放送での中継も開始された。

#### 追記
- 第3戦を放送したテレビ朝日は、台風で中止になった10月20日の放送枠に「スーパーJチャンネル」を1時間後拡大、10月1日に放送する予定だった「内村プロデュース スペシャル」を放送した。
- TBS系列での中継は、CBCテレビ制作の第1戦・第7戦、TBSテレビ制作の第5戦とも、毎日放送が制作協力として参加し、同局のスコアテロップを借用していた（CBCテレビはカウント表示のみ自社ローカル放送と同一のものを使用）。
- 翌、10月21日に放送する予定だった「いきなり!黄金伝説。」1ヶ月1万円生活完結 2時間スペシャルは翌週（10月28日）に木曜ミステリー「新・京都迷宮案内」開始を控えた為、10月28日・11月4日の前後編に分割して放送した。

### ラジオ中継
- 第1戦：10月16日（土）
  - NHKラジオ第1 実況：広坂安伸　解説：小早川毅彦
  - CBCラジオ（独自放送） 実況：伊藤敦基　解説：牛島和彦
  - CBCラジオ（JRN[25]系列への裏送り…23局ネット） 実況：水分貴雅[25] 解説：高木守道[25]、盛田幸妃[25]
  - 東海ラジオ（NRN…STV・MBS・KBCの4局ネット） 実況：北山靖 解説：権藤博
  - TBSラジオ（独自放送） 実況：林正浩 解説：栗山英樹 ゲスト解説：清水直行（ロッテ）
  - 文化放送・ラジオ大阪 実況：上野智広 解説：山崎裕之
  - ニッポン放送 実況：松本秀夫 解説：江本孟紀 ゲスト解説：小林雅英（ロッテ)
  - ラジオ日本（…GBSとの2局ネット） 実況：染谷恵二[26] 解説：柴田勲[26]
  - NACK5 実況：加藤暁 ゲスト：平林岳
- 第2戦：10月17日（日）
  - NHKラジオ第1  実況：野瀬正夫　解説：鈴木啓示
  - CBCラジオ（独自放送） 実況：高田寛之 解説：木俣達彦
  - CBCラジオ（JRN[25]系列への裏送り…23局ネット） 実況：角上清司[25] 解説：小松辰雄[25]、田淵幸一[25]
  - 東海ラジオ（NRN…STV・MBS・KBCの4局ネット） 解説：稲葉光雄 ゲスト解説：山﨑武司（前オリックス）
  - TBSラジオ 実況：初田啓介 解説：盛田幸妃 ゲスト解説：佐伯貴弘（横浜）
  - 文化放送 実況：長谷川太 解説：西本聖
  - ニッポン放送・ラジオ大阪 実況：栗村智 解説：達川光男 ゲスト解説：岩隈久志
  - ラジオ日本（…GBSとの2局ネット） 実況：小林幸明[27] 解説：柴田勲[27]
  - NACK5　実況：矢野吉彦 ゲスト：平林岳
- 第3戦：10月19日（火）
  - NHKラジオ第1 実況：小野塚康之　解説：小早川毅彦
  - TBSラジオ（独自放送） 解説：田淵幸一 ゲスト解説：佐々木主浩（横浜） ゲスト：糸井重里
  - TBSラジオ（JRN系列への裏送り…23局ネット）
  - 文化放送・ラジオ大阪 解説：豊田泰光 ゲスト解説：伊原春樹（オリックス監督を同年辞任）
  - ニッポン放送（NRN[25]…STV・ABC・KBCの4局ネット） 実況：胡口和雄 解説：関根潤三[25] ゲスト解説：宮本慎也（ヤクルト）[25] ※元々実況はが担当する予定だった[25]。
  - ラジオ日本（…GBSとの2局ネット） 実況：佐藤一司[28] 解説：篠塚和典[28]
  - CBCラジオ（独自放送） 実況：角上清司 解説：彦野利勝　
  - 東海ラジオ（独自放送） 実況：大澤広樹 解説：黒江透修
  - NACK5 実況：坂信一郎 ゲスト：土屋滋生
- 第4戦：10月21日（木）
  - NHKラジオ第1 実況：冨坂和男　解説：武田一浩
  - TBSラジオ（独自放送） 解説：牛島和彦 ゲスト解説：初芝清（ロッテ） ゲスト：竹中直人
  - TBSラジオ（JRN系列への裏送り…YBS・MBS・RKB・RBCの4局ネット）
  - 文化放送（NRN[25]…23局ネット） 実況：松島茂[25] 解説：笘篠賢治[25] ゲスト解説：松原誠
  - ニッポン放送・ラジオ大阪 実況：山田透 解説：大矢明彦 ゲスト解説：宮本慎也
  - ラジオ日本（…GBSの2局ネット） 実況：染谷恵二 解説：篠塚和典
  - CBCラジオ（独自放送） 実況：水分貴雅 解説：高木守道
  - 東海ラジオ（独自放送） 実況：村上和宏 解説：平野謙
  - NACK5 実況：坂信一郎 ゲスト：あいざわ元気
- 第5戦：10月22日（金）
  - NHKラジオ第1 実況：広坂安伸　解説：大島康徳
  - TBSラジオ（独自放送） 解説：川口和久、八木裕
  - TBSラジオ（JRN系列への裏送り…YBS・MBS・RKB・RBCの4局ネット）
  - 文化放送・ラジオ大阪 実況：斉藤一美 解説：大塚光二 ゲスト解説：宮本慎也
  - ニッポン放送（NRN…23局ネット） 実況：師岡正雄 解説：田尾安志 ゲスト解説：伊原春樹　
  - ラジオ日本（…GBSとの2局ネット） 実況：小林幸明 解説：宮田征典
  - CBCラジオ（独自放送） 実況：伊藤敦基 解説：彦野利勝
  - 東海ラジオ（独自放送） 実況：北山靖 解説：谷沢健一
  - NACK5 実況：矢野吉彦 ゲスト：田家秀樹
- 第6戦：10月24日（日）
  - NHKラジオ第1（関東甲信越地方を除く） 解説：今中慎二
  - CBCラジオ（独自放送） 実況：水分貴雅 解説：小松辰雄
  - CBCラジオ（JRN系列への裏送り…23局ネット）
  - 東海ラジオ（NRN…STV・MBS・KBCの4局ネット） 実況：酒井弘明 解説：藤波行雄
  - TBSラジオ 実況：林正浩 解説：栗山英樹 ゲスト解説：小宮山悟
  - 文化放送 解説：東尾修 ゲスト解説：権藤博
  - ニッポン放送・ラジオ大阪 実況：松本秀夫 解説：板東英二
  - ラジオ日本（…GBSとの2局ネット） 実況：染谷恵二 解説：高田繁
  - NACK5 実況：坂信一郎
- 第7戦：10月25日（月）
  - NHKラジオ第1　実況：野瀬正夫 解説：今中慎二
  - CBCラジオ（独自放送） 実況：高田寛之 解説：木俣達彦
  - CBCラジオ（JRN系列への裏送り…RAB・RFC・YBS・SBS・MRO・ABC・RSK・BSS・JRT・RNB・RKB・OBS・MBC・RBCの14局ネット）
  - 東海ラジオ（NRN…STV・TBC・SBC・KNB・FBC・MBS・KRY・RNC・RKC・KBC・NBC・MRTの13局ネット） 実況：犬飼俊久 解説：権藤博
  - TBSラジオ 実況：椎野茂 解説：川口和久 ゲスト解説：種田仁（横浜）
  - 文化放送・ラジオ大阪 実況：松島茂 解説：東尾修 ゲスト解説：デニー友利
  - ニッポン放送 実況：栗村智 解説：平松政次
  - ラジオ日本（…GBSとの2局ネット） 実況：小林幸明 解説：宮田征典
  - NACK5 実況：坂信一郎